# Aeonium vestitum
Aeonium vestitum és una planta endèmica de la població de Tijarafe (illa de La Palma, Canàries) a uns 600 msnm. És pràcticament similar a Aeonium holochysum i es troba a dins del grup A. holochysum (A. manriqueorum, A. holochysum i A. rubrolineatum). El seu hàbitat natural es troba al nord-oest de La Palma. És un arbust ramificat de fins a 150 cm d’alçada, de tija gruixuda i carnosa. Té com les seves espècies germanes llargues i lleugeres fulles suculentes espatulades de color verd brillant i marges groguencs, lleugerament ciliades, que formen rosetes al final de les tiges amb un diàmetre màxim de 0,25 m, diferenciant dels seus parents més pròxims que la seva inflorescència és glabra, relativament petita i que persisteixen les fulles mortes diversos anys a la planta. Les grans inflorescències grogues apareixen en el seu hàbitat natural entre els mesos de juliol i agost.